# НХЛ у сезоні 1933—1934
НХЛ у сезоні 1933/1934 — 17-й регулярний чемпіонат НХЛ. Сезон стартував 8 листопада 1933. Закінчився фінальним матчем Кубка Стенлі 10 квітня 1934 між Чикаго Блек Гокс та Детройт Ред-Вінгс перемогою «чорних яструбів» 1:0 в матчі та 3:1 в серії. Це перша перемога в Кубку Стенлі Чикаго.

## Підсумкова турнірна таблиця

### Канадський дивізіон
| Команда            | І  | В  | П  | Н  | ШЗ  | ШП  | Очки |
| ------------------ | -- | -- | -- | -- | --- | --- | ---- |
| Торонто Мейпл-Ліфс | 48 | 26 | 13 | 9  | 174 | 119 | 61   |
| Монреаль Канадієнс | 48 | 22 | 20 | 6  | 99  | 101 | 50   |
| Монреаль Марунс    | 48 | 19 | 18 | 11 | 117 | 122 | 49   |
| Нью-Йорк Амеріканс | 48 | 15 | 23 | 10 | 104 | 132 | 40   |
| Оттава Сенаторс    | 48 | 13 | 29 | 6  | 115 | 143 | 32   |

### Американський дивізіон
| Команда            | І  | В  | П  | Н  | ШЗ  | ШП  | Очки |
| ------------------ | -- | -- | -- | -- | --- | --- | ---- |
| Детройт Ред-Вінгс  | 48 | 24 | 14 | 10 | 113 | 98  | 58   |
| Чикаго Блек Гокс   | 48 | 20 | 17 | 11 | 88  | 83  | 51   |
| Нью-Йорк Рейнджерс | 48 | 21 | 19 | 8  | 120 | 113 | 50   |
| Бостон Брюїнс      | 48 | 18 | 25 | 5  | 111 | 130 | 41   |

## Найкращі бомбардири
| Гравець       | Команда            | І  | Г  | П  | О  |
| ------------- | ------------------ | -- | -- | -- | -- |
| Чарлі Конахер | Торонто            | 42 | 32 | 20 | 52 |
| Джо Прімо     | Торонто            | 45 | 14 | 32 | 46 |
| Френк Буше    | Нью-Йорк Рейнджерс | 48 | 14 | 30 | 44 |
| Марті Беррі   | Бостон             | 48 | 27 | 12 | 39 |
| Сесіл Діллон  | Нью-Йорк Рейнджерс | 48 | 13 | 26 | 39 |

## Плей-оф

### Попередній раунд
| - 22 березня. Чикаго - Монреаль Канадієнс 3:2 - 25 березня. Монреаль Канадієнс - Чикаго 1:1 ОТ Серія: Чикаго - Монреаль Канадієнс 4-3 | - 20 березня. Н-Й Рейнджерс - Монреаль Марунс 0:0 - 25 березня. Монреаль Марунс - Н-Й Рейнджерс 2:1 Серія: Монреаль Марунс - Н-Й Рейнджерс 2-1 |

### Півфінали
| - 22 березня. Детройт - Торонто 2:1 ОТ - 24 березня. Детройт - Торонто 6:1 - 26 березня. Торонто - Детройт 3:1 - 28 березня. Торонто - Детройт 5:1 - 30 березня. Торонто - Детройт 0:1 Серія: Торонто - Детройт 2-3 | - 28 березня. Чикаго - Монреаль Марунс 3:0 - 1 квітня. Монреаль Марунс - Чикаго 2:3 Серія: Чикаго - Монреаль Марунс 6-2 |

### Фінал
- 3 квітня. Чикаго - Детройт 2:1
- 5 квітня. Чикаго - Детройт 4:1
- 8 квітня. Детройт - Чикаго 5:2
- 10 квітня. Детройт - Чикаго 0:1 ОТ

Серія: Чикаго - Детройт 3-1
Найкращий бомбардир плей-оф
| Гравець   | Клуб    | І | Г | П | О  |
| --------- | ------- | - | - | - | -- |
| Ларрі Орі | Детройт | 9 | 3 | 7 | 10 |

## Призи та нагороди сезону
| Нагороди                 | Гравець        | Команда            |
| ------------------------ | -------------- | ------------------ |
| Пам'ятний трофей Колдера | Расс Блінко    | Монреаль Марунс    |
| Пам'ятний трофей Гарта   | Орель Жоля     | Монреаль Канадієнс |
| Приз Леді Бінг           | Френк Буше     | Нью-Йорк Рейнджерс |
| Трофей Везини            | Чарлі Гардінер | Чикаго Блек Гокс   |

| Нагорода               | Клуб               |
| ---------------------- | ------------------ |
| Приз принца Уельського | Детройт Ред-Вінгс  |
| Приз О'Брайна          | Торонто Мейпл-Ліфс |
| Кубок Стенлі           | Чикаго Блек Гокс   |

## Команда всіх зірок
| Перша команда                     | Позиція              | Друга команда                    |
| --------------------------------- | -------------------- | -------------------------------- |
| Чарлі Гардінер, Чикаго Блек Гокс  | Воротар              | Рой Вортерс, Нью-Йорк Амеріканс  |
| Кінг Кленсі, Торонто Мейпл-Ліфс   | Захисник             | Едді Шор, Бостон Брюїнс          |
| Ліонель Конахер, Чикаго Блек Гокс | Захисник             | Чинг Джонсон, Нью-Йорк Рейнджерс |
| Френк Буше, Нью-Йорк Рейнджерс    | Центральний нападник | Джо Прімо, Торонто Мейпл-Ліфс    |
| Чарлі Конахер, Торонто Мейпл-Ліфс | Правий нападник      | Білл Кук, Нью-Йорк Рейнджерс     |
| Башер Джексон, Торонто Мейпл-Ліфс | Лівий нападник       | Орель Жоля, Монреаль Канадієнс   |
| Лестер Патрик, Нью-Йорк Рейнджерс | Тренер               | Дік Ірвін, Торонто Мейпл-Ліфс    |

## Дебютанти сезону
Список гравців, що дебютували цього сезону в НХЛ.
- Расс Блінко, Монреаль Марунс
- Герб Кейн, Монреаль Марунс
- Лорн Карр, Нью-Йорк Рейнджерс

## Завершили кар'єру
Список гравців, що завершили виступати в НХЛ.
- Лайонел Хітчмен, Бостон Брюїнс
- Чарлі Гардінер, Чикаго Блек Гокс
- Джордж Хей, Детройт Ред-Вінгс
- Ейс Бейлі, Торонто Мейпл-Ліфс